# Fensmark
Fensmark är en tätort på Själland i Danmark med 4 977 invånare (2017). Orten, som växte upp kring Holmegaard Glasværk, var huvudort i före detta Holmegaard kommun. Numera ingår Fensmark i Næstveds kommun. Fensmark ligger omkring nio kilometer nordost om staden Næstved.